# Geto Boys
Geto Boys este o formație de hip-hop americană din Houston, Texas formată din Scarface și Willie D. Foștii membrii sunt : Raheem, Sir Rap-a-Lot, The Sire Jukebox, Bushwick Bill, Prince Johnny C, DJ Ready Red și Big Mike.

## Discografie
- Making Trouble (1988)
- Grip It! On That Other Level (1989)
- Geto Boys (1990)
- We Can't Be Stopped (1991)
- Till Death Do Us Part (1993)
- The Resurrection (1996)
- Da Good da Bad & da Ugly (1998)
- The Foundation (2005)

## Legături externe
- Geto Boys la Discogs